# علي القدمي
علي القدمي، هو الشيخ زين الدين علي بن سليمان بن الحسن بن سليمان بن درويش بن حاتم القدمي البحراني، فقيه ومحدث شيعي بحراني بارز معروف بالورع، وكثرة العلم، وإليه يرجع الفضل بعد الله سبحانه، في نشر علم الحديث في البحرين، وهو أحد من انتهت إليهم الرئاسة الدينية في البحرين، وما والاها من البلاد في زمنه.

## نشأته وحياته
كان مولده في حدود مطلع القرن الحادي عشر الهجري بقرية القدم إحدى قرى البحرين. بداء في طلب العلم أول امره على يد عدد من كبار علماء البحرين كالسيد ماجد بن هاشم البحراني والشيخ الفقيه محمد بن الحسن بن رجب المقابي وغيرهم من العلماء  ، وبعد أن أخذ عنهم شطراً واسعاً من العلم قرر الارتحال إلى بلاد فارس لإستكمال طلب العلم حيث كان بها بعض من أهم حواضر العلم عند الشيعة كشيراز التي كانت تعرف بدار العلم وإصفهان وغيرها، وكانت المرحلة الفاصلة في رحلته العلمية حين التقى بالشيخ بهاء الدين العاملي والذي كان يعد من ابرز علماء الشيعة والمسلمين في عصره بمدينة اصفهان فتلمذ عليه ودرس على يده مختلف العلوم ولا سيما علم الحديث فقراء عليه كتب الحديث واخذ عنه علومه حتى برع فيه وبلغ الغاية واشتهر بين علماء العجم «بأم الحديث» لشدة إلمامه به وممارسته له.
ثم عاد بعد ذلك إلى البحرين وقد حاز علماً جماً فنشر بها علم الحديث وروجه وهذبه بعد أن لم يكن له فيها أثر، فأقبل عليه طلاب العلوم الشرعية من كل مكان للتتلمذ عليه والأخذ عنه، وكان من بينهم استاذه الشيخ محمد بن الحسن بن رجب المقابي فعوتب على ذلك وقيل له: (أنه بلأمس كان تلميذاً لك فكيف تكون له تلميذاً؟)، فقال وكان على غاية من الإنصاف: (إنه قد فاق عليّ وعلى غيري بما اكتسبه من علم الحديث).
ثم انتهت إليه الرئاسة الدينية في البحرين وما والاها من البلاد –بعد شيخه محمد بن الحسن- فتولى القضاء والأمور الحسبية وإمامة الجمعة والجماعة، وكان له دور كبير في قمع ايدي الحكام الظلمة ورفع كثيراً من بدعهم وبسط يد العدل في البلاد، وبقي في ذلك المنصب حتى توفي سنة 1064هـ، وخلفه ابنه الشيخ صلاح الدين فيه من بعده.

### ابنائه
اعقب الشيخ علي بن سليمان ثلاثة أبناء كلهم معدودون من العلماء ومصوفون بالفضل والصلاح، وهم:
1. الشيخ صلاح الدين ، تولى الأمور الحسبية بعد والده وجلس مجلسه في القضاء وكان فقيهاً أديباً، إلا أنه لم يبق بعد والده إلا مدة يسيرة.
2. الشيخ حاتم ، كان فقيهاً فاضلاً.
3. الشيخ جعفر ، قام بإمامة الجمعة والجماعة بعد أخيه، وكان معروفاً بشدته في الأمر بالمعروف والنهي عن المنكر.[4]

## أقوال العلماء
قال الحر العاملي (1104هـ/1692م) في أمل الآمل:
(الشيخ علي بن سليمان البحراني. فاضل فقيه جليل القدر صالح، من المعاصرين).
وقال الشيخ سليمان بن عبد الله الماحوزي (1121هـ/1709م):
(شيخنا المحدث العالم الرباني زين الدين الشيخ علي بن سليمان البحراني (ره) انتهت إليه رئاسة الإمامية في البحرين وما والاها كان كثير العلم مجدا ورعا زاهدا عابدا لا تأخذه في الله لومة لائم حمدت في جنب الله آثاره وتلمذ على شيخنا البهائي (ره) واستجاز منه ورأيت الإجازة بخط شيخنا البهائي وقد أثنى عليه فيها أحسن الثناء وذكر أنه بلغ أعلى مراتب الاستنباط وكان في أول حاله تلميذ السيد العلامة السيد ماجد والشيخ محمد بن حسن بن رجب ولما سافر واجتمع بشيخنا البهائي في محروسة أصفهان واستجاز منه وقابل كتابي (الأخبار) على نسخته ولا سيما كتاب (التهذيب) رجع إلى البحرين واجتمع علماء البحرين لاستماع الحديث منه ومعارضته كتب الحديث بنسخته وكان ممن حضر معهم الشيخ محمد بن حسن أيضا وكان الشيخ كثير الأسفار
والإفادة بدار العلم شيراز وله أيضا تصانيف مليحة منها رسالة في الصلاة ورسالة الجمعة ورسالة المناسك ورسالة في جواز التقليد وحواشي النافع وغير ذلك وأكثر تصانيفه موجودة عندي وتوفي سنة 1064).
ووصفه الشيخ الحسن بن محمد بن ضيف الدمستاني البحراني (1181هـ/1767م) في بعض إجازاته، فقال:
(الشيخ الفاخر مطلع شموس المفاخر ومقمع رؤوس المناكر، المتصاغرة لديه الأكابر والمتغايرة عليه المنابر، معلّم العلوم الدينية وناشر الأحاديث المعصومية علاّمة الزمان الشيخ علي بن سليمان القدمي...).
وقال الشيخ يوسف بن أحمد بن عصفور البحراني (1186هـ/1772م) في لؤلؤة البحرين:
(الشيخ علي بن سليمان بن حسن بن سليمان بن درويش بن حاتم البحراني القدمي الملقب بزين الدين، وهو أول من نشر علم الحديث في بلاد البحرين، وقد كان قبله لا أثر له ولا عين، وروّجه وهذّبه، وكتب الحواشي والقيود على كتابي التهذيب والاستبصار، ولشدة ملازمته للحديث وممارسته له اشتهر في ديار العجم بأم الحديث، وكان رئيساً في بلاد البحرين مشاراً اليه، تولى الأمور الحسبية وقام بها أحسن القيام، وقمع أيدي الحكام وذوي الفساد في تلك الأيام، وبسط بساط العدل بين الأنام، ورفع بِدعاً عديدة قد جرت عليها الظلمة، وكانت وفاته - تغمده الله برحمته - في السنة الرابعة والستين بعد الألف.
ومن مصنفاته رسالة في الصلاة، ورسالة في جواز التقليد، وحاشية على كتاب المختصر النافع صغيرة مختصرة، وقبره مزار معروف بقرية القدم وهو قد كان تلمذ على الشيخ محمد بن حسن بن رجب، ثم أنه - بعد أن سافر إلى العجم واتصل بالشيخ البهائي وأخذ علم الحديث عنه ورجع إلى البحرين - نشره فيها، وكان ممن يحضر حلقة درسه الشيخ محمد المذكور فعوتب على ذلك بأنه بلأمس كان تلميذاً لك فكيف تكون له تلميذاً؟ فقال قدس سره وكان على غاية من التقى والورع والإنصاف إنه قد فاق عليّ وعلى غيري بما اكتسبه من علم الحديث).
وقال علي بن الحسن البلادي (1340هـ/1921م) في أنوار البدرين:
(وهذا الشيخ قد ذكره كل من تأخر عنه كالمحدث الصالح والمحدث المنصف الشيخ يوسف في اللؤلؤة والكشكول والشيخ علي العاملي سبط الشهيد الثاني في كتابه الدر المنثور وهو من معاصريه وبينهما مباحثات وهو من قرية القدم بفتح القاف والدال قرية من قرى البحرين وقبره فيها ويكنى بأم الحديث لأنه هو الذي روجه وشهره في بلادنا البحرين قدس الله روحه ونور ضريحه).

## شيوخه
1. ماجد الصادقي.
2. الشيخ محمد بن الحسن بن رجب المقابي البحراني.
3. الشيخ بهاء الدين محمد بن الحسين بن عبد الصمد العاملي، المعروف بالشيخ البهائي.
4. السيد نور الدين علي بن علي بن أبي الحسن الموسوي.[12]

## تلاميذه
1. الشيخ محمد بن سليمان المقابي البحراني.
2. الشيخ جعفر بن كمال الدين البحراني.
3. الشيخ سليمان بن علي بن سليمان بن أبي ظبية البحراني.
4. الشيخ محمد تقي بن محمد رضي الشيرازي.
5. الشيخ سليمان بن صالح بن عصفور الدرازي البحراني.
6. الشيخ صالح بن عبد الكريم الكرزكاني البحراني.
7. الشيخ محمد بن يوسف الخطي المقابي البحراني.
8. الشيخ محمد شفيع بن حيدر علي السبزواري الشيرازي.

## آثاره ومصنفاته
1. رسالة في الصلاة.
2. رسالة في جواز التقليد.
3. حاشية على المختصر النافع.
4. رسالة في وجوب صلاة الجمعة.
5. رسالة مناسك الحج.[15]

## وفاته

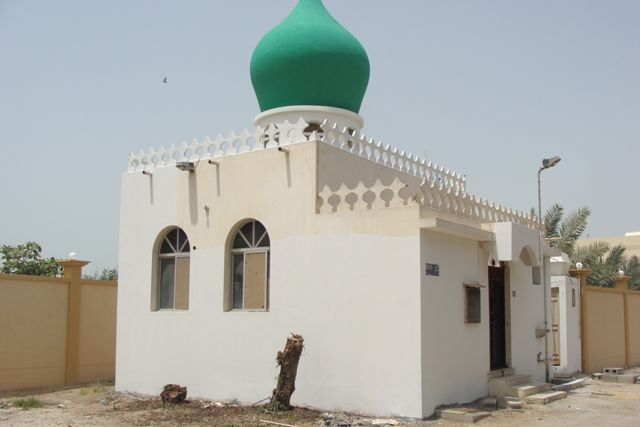
مسجد الشيخ علي بن سليمان البحراني والذي يتضمن قبره ، بقرية القدم في البحرين

كانت وفاته في سنة 1064هـ بقرية القَدَم من البحرين، وقبره بها مزار معروف.